# Unforgettable (chanson)
Singles de Melon Kinenbi
Onegai Miwaku no Target (indépendant)
(2006) Onegai Miwaku no Target (Remix)
(2007)
 Unforgettable  (アンフォゲッタブル) est le 15e single régulier du groupe de J-pop Melon Kinenbi, sorti le 28 mars 2007 au Japon sur le label zetima, produit par Taisei. Il atteint la 16e place du classement de l'Oricon, et reste classé pendant deux semaines. Le groupe n'avait plus sorti de single depuis deux ans, à part un single spécial en distribution limitée.
La chanson-titre figurera sur le mini-album Melon Juice qui sort en fin d'année, puis sur la compilation Mega Melon de 2008. La chanson en "face B", Sakura Iro no Yakusoku, figurera quant à elle sur la compilation de "faces B" Ura Melon de 2010.

## Liste des titres
1. Unforgettable  (アンフォゲッタブル?)
2. Sakura Iro no Yakusoku  (サクラ色の約束?)
3. Unforgettable (instrumental) (アンフォゲッタブル...?)